# Oreonetides helsdingeni
Oreonetides helsdingeni là một loài nhện trong họ Linyphiidae.
Loài này thuộc chi Oreonetides. Oreonetides helsdingeni được Kirill Yuryevich Eskov miêu tả năm 1984.